# Sergio Muñoz Gajardo
Sergio Manuel Muñoz Gajardo (Villa Alegre, 10 de febrero de 1957) es un abogado y exjuez [[Chile|chileno]. Fue Ministro de la Corte Suprema de Justicia, de la que fue destituido con fecha 16 de octubre de 2024 por la causal de notable abandono de deberes. Ejerció como  presidente del máximo tribunal en el bienio 2014-2015. Bastante conocido por la complejidad y el carácter mediático de los asuntos que le ha correspondido manejar. Fue presidente del Tribunal Electoral del periodo 2008-2012.

## Biografía
Realizó sus estudios secundarios en el Internado Nacional Barros Arana de la capital, desde allí ingresa a la Facultad de Derecho de la Pontificia Universidad Católica de Valparaíso.
Fue presidente del Departamento de Bienestar Social del Centro de Alumnos de la Escuela de Derecho de la Pontificia Universidad Católica de Valparaíso, durante el año 1978 y el primer semestre de 1979. En ese rol fue el autor del reglamento y creador del programa de entrega de beneficios a los alumnos de dicha escuela, llevado a cabo por el Departamento de Bienestar Social de su gestión.
Se tituló en 1980 con la tesis de La casación en el fondo, de oficio, en materia civil.
Ha sido profesor de diversos cursos del Programa de Formación, Perfeccionamiento y Habilitación para el cargo de Ministro, impartidos por la Academia Judicial desde el año 1999 a la fecha.

## Carrera judicial
Ingresó al Poder Judicial en 1982, en el 3° Juzgado del Crimen de Valparaíso (como oficial segundo). Luego se desempeñó como Juez Suplente en el Juzgado de Letras de Putaendo y de Los Andes hasta el 1 de marzo de 1988. Designado Relator Interino de la Corte de Apelaciones de Valparaíso, hasta el 19 de diciembre de 1989 cuando es trasladado a la capital como Relator Titular de la Corte de Apelaciones de San Miguel, permanece en aquel puesto hasta el 15 de julio de 1994 cuando es designado como Juez Titular del Duodécimo Juzgado del Crimen de Santiago hasta el 1 de marzo de 1996 en que asciende a Relator Titular de la Corte Suprema, que le permitió ser declarado Ministro de la Corte de Apelaciones de Santiago el 19 de diciembre de 1998.

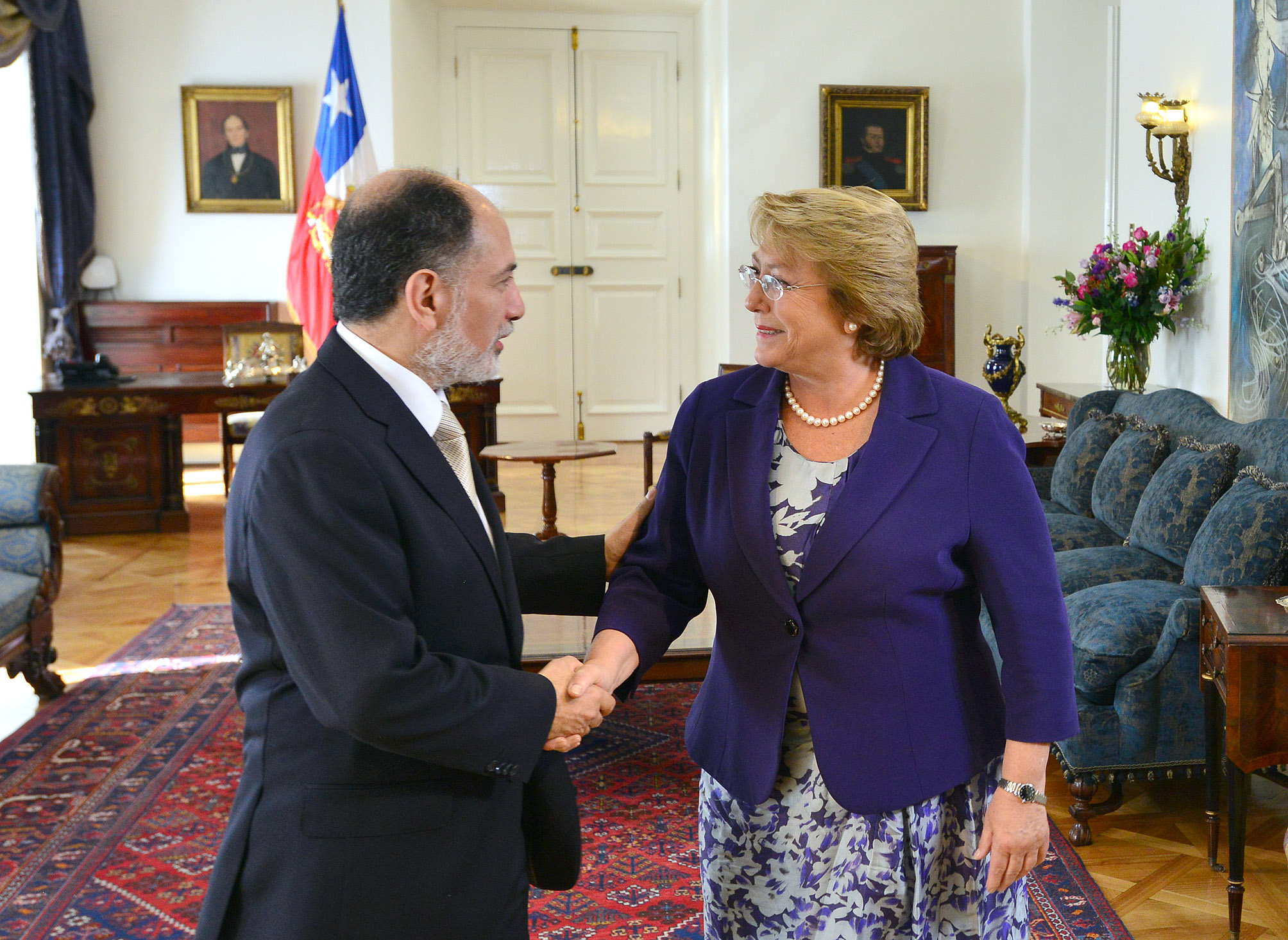
Muñoz junto a la presidenta Michelle Bachelet en 2014.

Estuvo en sus manos —en calidad de ministro en visita— la investigación del homicidio del dirigente sindical Tucapel Jiménez, asesinado alevosamente por organismos de la dictadura militar (1973-1990). Este proceso le permitió dictar 12 condenas y cuatro absoluciones, y le valió ganarse un prestigio de serio y acucioso en sus tareas profesionales. En efecto, en poco más de un año pudo resolver este complicado asunto judicial, que se había mantenido prácticamente estancado durante los 17 años en que estuvo a cargo del Ministro Sergio Valenzuela Patiño. 
Con posterioridad, le correspondió investigar otros casos de violaciones a los derechos humanos, tales como los procesos contra la supuesta red de pedofilia en la que estaba involucrado el empresario Claudio Spiniak y el escándalo de las cuentas secretas de Augusto Pinochet en el Banco Riggs de Nueva York.
Su labor le valió que el Presidente de la República Ricardo Lagos lo designare el día 13 de septiembre de 2005 como ministro de la Corte Suprema de Justicia hasta el 10 de febrero de 2032, fecha de su jubilación. Tras la aprobación por amplia mayoría en el Senado, juró ante el Pleno de Ministros de la Corte Suprema de Justicia el 18 de octubre de 2005, ante la ovación de sus excolegas de la Corte de Apelaciones, familiares y amigos.
El 2008 es designado por Poder Judicial como Ministro del Tribunal Calificador de Elecciones, siendo electo como Presidente del mismo hasta el 2012.
El 18 de diciembre de 2013 fue elegido presidente de la Corte Suprema, asumiendo el 6 de enero de 2014. Su periodo finalizó el 6 de enero de 2016, siendo sucedido por Hugo Dolmestch.
El 16 de octubre de 2024 fue destituido por el Senado de Chile mediante una acusación constitucional por «notable abandono de deberes», al haber fallado una causa en que su hija tenía interés directo y por haber omitido informar que su hija (jueza de garantía) durante la pandemia, estuvo ejerciendo judicatura fuera de Chile, pese a haber declarado que vivía con él.

## Publicaciones
- El Arraigo. Revista de los Jueces Nº 6, Primer Semestre año 1988.
- Técnica Legislativa y Ley Penal. Gaceta Jurídica Nº 195. Septiembre de 1996.
- Limitación de la Soberanía garantizada por los tribunales. Derechos Esenciales que emanan de la Naturaleza Humana Artículo 5º de la Constitución Política de la República. Revista de la Asociación de Abogados de Chile Nº 24. Septiembre de 1997.
- Gaceta Jurídica Nº 216. Junio de 1998.